# 克魯格洛耶湖 (洛托希諾區)
56°14′37″N 35°45′53″E / 56.24361°N 35.76472°E
克魯格洛耶湖（俄语：Круглое），是俄羅斯的湖泊，位於該國西部，由莫斯科州負責管轄，處於洛托希諾區，面積3.2平方公里，海拔高度127.8米，集水區面積355平方公里，平均水深5米。